# Borís Fédchenko
Borís Alekséyevich Fédchenko (translitera del cirílico en ruso: Борис Алексеевич Фе́дченко) ( 1872 - 1947 ) fue un biólogo, glaciólogo, botánico, briólogo, pteridólogo y profesor ruso. Fedchenko fue botánico principal del Jardín botánico imperial de San Petersburgo. Era hijo del geógrafó y glaciólogo Alexeï Fédchenko, fallecido en el Mont Blanc.
Trabajó activamente en colaboración con su madre la colega Olga Aleksándrovna Fédchenko (1845-1921).

## Algunas publicaciones
- Fedtschenko, O; BA Fedtschenko. 1902a. Matériaux pour la flore de la Crimée [suite]. Bull. Herb. Boiss. [2.] T. 2. N. 1. p. 1—23

- Fedtschenko, O; BA Fedtschenko. 1902b. Matériaux pour la Flore du Caucase. Bull. Herb. Boiss. 2.j T. 2. p. 553—601

- Fedtschenko, O. La Flore des îles du Commandeur, Cracovia, 1906

- 1925. The Principal Botanical Garden, Leningrad. Nature 116 (2926 ): 773-808

## Honores

### Epónimos
Unas 29 especies se nombraron en su honor:
- (Apiaceae) Scandix fedtschenkoana Koso-Pol.[1]

- (Asteraceae) Artemisia fedtschenkoana Krasch.[2]

- (Asteraceae) Cousinia fedtschenkoana Bornm.[3]

- (Asteraceae) Jurinea fedtschenkoana Iljin[4]

- (Asteraceae) Lepidolopha fedtschenkoana Knorr.[5]

- (Betulaceae) Betula fedtschenkoana P.Vassil.[6]

- (Brassicaceae) Didymophysa fedtschenkoana Regel[7]

- (Brassicaceae) Didymophysa fedtschenkoana Regel subsp. incisa S.Yu.Yunusov & Kamelin[8]

- (Caryophyllaceae) Charesia fedtschenkoana (Preobr.) Tzvelev[9]

- (Caryophyllaceae) Elisanthe fedtschenkoana (Schischk. ex Preobr.) Lazkov[10]

- (Caryophyllaceae) Gypsophila fedtschenkoana Schischk.[11]

- (Rosaceae) Potentilla fedtschenkoana Siegfr. ex Th.Wolf[12]

- (Scrophulariaceae) Euphrasia fedtschenkoana Wettst. ex Juz.[13]

- (Violaceae) Viola fedtschenkoana W.Becker[14]

- La abreviatura «B.Fedtsch.» se emplea para indicar a Borís Fédchenko como autoridad en la descripción y clasificación científica de los vegetales.[15]